# Partula labrusca
Partula labrusca је пуж из реда Stylommatophora и фамилије Partulidae. 

## Угроженост
Ова врста је наведена као изумрла, што значи да нису познати живи примерци. Задњи примерак је угинуо 2002.

## Распрострањење
Пре изумирања, само Француска Полинезија.

## Станиште
Врста Partula labrusca је имала станиште на копну.